# Echipele Cupei Confederațiilor 2017
Următoarea este o listă de echipe pentru fiecare națiune care va concura la Cupa Confederațiilor FIFA 2017 în Rusia, între 17 iunie și 2 iulie 2017, ca un preludiu pentru Campionatul Mondial de Fotbal 2018. Fiecare echipă este formată din 23 de jucători, dintre care trei trebuie să fie portari. Înlocuirea jucătorilor răniți este permisă până la 24 de ore înainte de jocul echipei. Jucătorii marcați (c) au fost numiți în calitate de căpitan pentru echipa națională.

## Grupa A

### Rusia
Antrenor:  Stanislav Cherchesov
| Nr. | Poz. | Jucător            | Data nașterii (vârsta)        | Selecții | Goluri | Club                   |
| --- | ---- | ------------------ | ----------------------------- | -------- | ------ | ---------------------- |
| 1   | P    | Igor Akinfeev (c)  | 8 aprilie 1986 (38 de ani)    | 96       | 0      | ȚSKA Moscova           |
| 2   | F    | Igor Smolnikov     | 8 august 1988 (36 de ani)     | 18       | 0      | Zenit Sankt Petersburg |
| 3   | F    | Roman Shishkin     | 27 ianuarie 1987 (38 de ani)  | 13       | 0      | Krasnodar              |
| 4   | M    | Yury Gazinsky      | 20 iulie 1989 (35 de ani)     | 5        | 0      | Krasnodar              |
| 5   | F    | Viktor Vasin       | 6 octombrie 1988 (36 de ani)  | 4        | 1      | ȚSKA Moscova           |
| 6   | F    | Georgi Dzhikiya    | 21 noiembrie 1993 (31 de ani) | 0        | 0      | Spartak Moscova        |
| 7   | A    | Dmitri Poloz       | 12 iulie 1991 (33 de ani)     | 8        | 0      | Rostov                 |
| 8   | M    | Denis Glushakov    | 27 ianuarie 1987 (38 de ani)  | 49       | 5      | Spartak Moscova        |
| 9   | A    | Fyodor Smolov      | 5 februarie 1990 (35 de ani)  | 19       | 6      | Krasnodar              |
| 10  | M    | Ruslan Kambolov    | 1 ianuarie 1990 (35 de ani)   | 1        | 0      | Rubin Kazan            |
| 11  | A    | Aleksandr Bukharov | 12 martie 1985 (40 de ani)    | 4        | 1      | Rostov                 |
| 12  | P    | Vladimir Gabulov   | 19 octombrie 1983 (41 de ani) | 10       | 0      | Arsenal Tula           |
| 13  | F    | Fyodor Kudryashov  | 5 aprilie 1987 (37 de ani)    | 6        | 0      | Rostov                 |
| 14  | F    | Ilya Kutepov       | 29 iulie 1993 (31 de ani)     | 4        | 0      | Spartak Moscova        |
| 15  | M    | Aleksei Miranchuk  | 17 octombrie 1995 (29 de ani) | 7        | 2      | Lokomotiv Moscova      |
| 16  | P    | Guilherme Marinato | 12 decembrie 1985 (39 de ani) | 2        | 0      | Lokomotiv Moscova      |
| 17  | M    | Aleksandr Golovin  | 30 mai 1996 (28 de ani)       | 10       | 2      | ȚSKA Moscova           |
| 18  | F    | Yuri Zhirkov       | 20 august 1983 (41 de ani)    | 73       | 2      | Zenit Saint Petersburg |
| 19  | M    | Aleksandr Samedov  | 19 iulie 1984 (40 de ani)     | 37       | 5      | Spartak Moscova        |
| 20  | A    | Maksim Kanunnikov  | 14 iulie 1991 (33 de ani)     | 10       | 0      | Rubin Kazan            |
| 21  | M    | Aleksandr Yerokhin | 13 octombrie 1989 (35 de ani) | 6        | 0      | Rostov                 |
| 22  | M    | Dmitri Tarasov     | 18 martie 1987 (38 de ani)    | 4        | 1      | Lokomotiv Moscova      |
| 23  | F    | Dmitri Kombarov    | 22 ianuarie 1987 (38 de ani)  | 43       | 2      | Spartak Moscova        |

### Noua Zeelandă
Antrenor:  Anthony Hudson
| Nr. | Poz. | Jucător                  | Data nașterii (vârsta)         | Selecții | Goluri | Club                   |
| --- | ---- | ------------------------ | ------------------------------ | -------- | ------ | ---------------------- |
| 1   | P    | Stefan Marinovic         | 7 octombrie 1991 (33 de ani)   | 15       | 0      | SpVgg Unterhaching     |
| 2   | F    | Sam Brotherton           | 2 octombrie 1996 (28 de ani)   | 7        | 0      | Sunderland             |
| 3   | F    | Deklan Wynne             | 20 martie 1995 (30 de ani)     | 7        | 0      | Whitecaps FC 2         |
| 4   | F    | Themistoklis Tzimopoulos | 20 noiembrie 1985 (39 de ani)  | 10       | 1      | PAS Giannina           |
| 5   | F    | Michael Boxall           | 18 august 1988 (36 de ani)     | 22       | 0      | SuperSport United      |
| 6   | M    | Bill Tuiloma             | 23 martie 1995 (30 de ani)     | 16       | 0      | Marseille              |
| 7   | A    | Kosta Barbarouses        | 19 februarie 1990 (35 de ani)  | 37       | 3      | Melbourne Victory      |
| 8   | M    | Michael McGlinchey       | 7 ianuarie 1987 (38 de ani)    | 42       | 4      | Wellington Phoenix     |
| 9   | A    | Chris Wood (c)           | 7 decembrie 1991 (33 de ani)   | 47       | 19     | Leeds United           |
| 10  | A    | Shane Smeltz             | 29 septembrie 1981 (43 de ani) | 53       | 24     | Borneo                 |
| 11  | A    | Marco Rojas              | 5 noiembrie 1991 (33 de ani)   | 32       | 5      | Melbourne Victory      |
| 12  | P    | Glen Moss                | 19 ianuarie 1983 (42 de ani)   | 29       | 0      | Wellington Phoenix     |
| 13  | A    | Monty Patterson          | 9 decembrie 1996 (28 de ani)   | 9        | 1      | Braintree Town         |
| 14  | M    | Ryan Thomas              | 20 decembrie 1994 (30 de ani)  | 9        | 2      | PEC Zwolle             |
| 15  | M    | Clayton Lewis            | 12 februarie 1997 (28 de ani)  | 8        | 0      | Auckland City          |
| 16  | F    | Dane Ingham              | 6 august 1999 (25 de ani)      | 1        | 0      | Brisbane Roar          |
| 17  | F    | Tom Doyle                | 30 iunie 1992 (32 de ani)      | 4        | 0      | Wellington Phoenix     |
| 18  | F    | Kip Colvey               | 15 martie 1994 (31 de ani)     | 8        | 0      | San Jose Earthquakes   |
| 19  | A    | Alex Rufer               | 12 iunie 1996 (28 de ani)      | 3        | 0      | Wellington Phoenix     |
| 20  | F    | Tommy Smith              | 31 martie 1990 (34 de ani)     | 31       | 2      | Ipswich Town           |
| 21  | F    | Storm Roux               | 13 ianuarie 1993 (32 de ani)   | 7        | 0      | Central Coast Mariners |
| 22  | F    | Andrew Durante           | 3 mai 1982 (42 de ani)         | 15       | 0      | Wellington Phoenix     |
| 23  | P    | Tamati Williams          | 19 ianuarie 1984 (41 de ani)   | 1        | 0      | RKC Waalwijk           |

### Portugalia
Antrenor:  Fernando Santos
| Nr. | Poz. | Jucător               | Data nașterii (vârsta) | Selecții | Goluri | Club              |
| --- | ---- | --------------------- | ---------------------- | -------- | ------ | ----------------- |
| 1   | P    | Rui Patrício          | 15 februarie 1988      | 59       | 0      | Sporting          |
| 2   | F    | Bruno Alves           | 27 noiembrie 1981      | 90       | 11     | Rangers           |
| 3   | F    | Pepe                  | 26 februarie 1983      | 82       | 4      | Real Madrid       |
| 4   | F    | Luís Neto             | 26 mai 1988            | 13       | 0      | Zenit             |
| 5   | F    | Raphaël Guerreiro     | 22 decembrie 1993      | 19       | 2      | Borussia Dortmund |
| 6   | F    | José Fonte            | 22 decembrie 1983      | 23       | 0      | West Ham United   |
| 7   | A    | Cristiano Ronaldo (c) | 5 februarie 1985       | 139      | 73     | Real Madrid       |
| 8   | M    | João Moutinho         | 8 septembrie 1986      | 98       | 7      | Monaco            |
| 9   | A    | André Silva           | 6 noiembrie 1995       | 8        | 7      | Milan             |
| 10  | A    | Bernardo Silva        | 10 august 1994         | 12       | 1      | Manchester City   |
| 11  | F    | Nélson Semedo         | 16 noiembrie 1993      | 4        | 0      | Benfica           |
| 12  | P    | José Sá               | 17 ianuarie 1993       | 0        | 0      | Porto             |
| 13  | M    | Danilo                | 9 septembrie 1991      | 19       | 1      | Porto             |
| 14  | M    | William Carvalho      | 7 aprilie 1992         | 33       | 1      | Sporting          |
| 15  | M    | André Gomes           | 30 iulie 1993          | 21       | 0      | Barcelona         |
| 16  | M    | Pizzi                 | 6 octombrie 1989       | 7        | 2      | Benfica           |
| 17  | A    | Nani                  | 17 noiembrie 1986      | 108      | 23     | Valencia          |
| 18  | A    | Gelson Martins        | 11 mai 1995            | 6        | 0      | Sporting          |
| 19  | F    | Eliseu                | 1 octombrie 1983       | 21       | 1      | Benfica           |
| 20  | A    | Ricardo Quaresma      | 26 septembrie 1983     | 65       | 8      | Beșiktaș          |
| 21  | F    | Cédric                | 31 august 1991         | 19       | 0      | Southampton       |
| 22  | P    | Beto                  | 1 mai 1982             | 11       | 0      | Sporting          |
| 23  | M    | Adrien Silva          | 15 martie 1989         | 16       | 0      | Sporting          |

### Mexic
Antrenor:  Juan Carlos Osorio
Jesus Manuel Corona s-a retras din echipă din cauza unui accident și au fost înlocuit cu Jürgen Damm.
| Nr. | Poz. | Jucător             | Data nașterii (vârsta)         | Selecții | Goluri | Club                |
| --- | ---- | ------------------- | ------------------------------ | -------- | ------ | ------------------- |
| 1   | P    | Rodolfo Cota        | 3 iulie 1987 (37 de ani)       | 1        | 0      | Guadalajara         |
| 2   | F    | Néstor Araujo       | 21 august 1991 (33 de ani)     | 15       | 2      | Santos Laguna       |
| 3   | F    | Carlos Salcedo      | 29 septembrie 1993 (31 de ani) | 11       | 0      | Eintracht Frankfurt |
| 4   | F    | Rafael Márquez (c)  | 13 februarie 1979 (46 de ani)  | 139      | 18     | Atlas               |
| 5   | F    | Diego Reyes         | 19 septembrie 1992 (32 de ani) | 45       | 1      | Espanyol            |
| 6   | M    | Jonathan dos Santos | 26 aprilie 1990 (34 de ani)    | 24       | 0      | Villarreal          |
| 7   | F    | Miguel Layún        | 25 iunie 1988 (36 de ani)      | 51       | 5      | Porto               |
| 8   | M    | Marco Fabián        | 21 iulie 1989 (35 de ani)      | 35       | 8      | Eintracht Frankfurt |
| 9   | A    | Raúl Jiménez        | 5 mai 1991 (33 de ani)         | 52       | 11     | Benfica             |
| 10  | M    | Giovani dos Santos  | 11 mai 1989 (35 de ani)        | 96       | 18     | LA Galaxy           |
| 11  | A    | Carlos Vela         | 1 martie 1989 (36 de ani)      | 55       | 17     | Real Sociedad       |
| 12  | P    | Alfredo Talavera    | 18 septembrie 1982 (42 de ani) | 26       | 0      | Toluca              |
| 13  | P    | Guillermo Ochoa     | 13 iulie 1985 (39 de ani)      | 80       | 0      | Málaga              |
| 14  | A    | Javier Hernández    | 1 iunie 1988 (36 de ani)       | 92       | 47     | Bayer Leverkusen    |
| 15  | F    | Héctor Moreno       | 17 ianuarie 1988 (37 de ani)   | 79       | 2      | Roma                |
| 16  | M    | Héctor Herrera      | 19 aprilie 1990 (34 de ani)    | 54       | 4      | Porto               |
| 17  | A    | Jürgen Damm         | 7 noiembrie 1992 (32 de ani)   | 6        | 1      | UANL                |
| 18  | M    | Andrés Guardado     | 28 septembrie 1986 (38 de ani) | 136      | 24     | PSV                 |
| 19  | A    | Oribe Peralta       | 12 ianuarie 1984 (41 de ani)   | 56       | 23     | América             |
| 20  | M    | Javier Aquino       | 11 februarie 1990 (35 de ani)  | 43       | 0      | UANL                |
| 21  | F    | Luis Reyes          | 3 aprilie 1991 (33 de ani)     | 4        | 0      | Atlas               |
| 22  | A    | Hirving Lozano      | 30 iulie 1995 (29 de ani)      | 16       | 2      | Pachuca             |
| 23  | F    | Oswaldo Alanís      | 18 martie 1989 (36 de ani)     | 16       | 2      | Guadalajara         |

## Grupa B

### Chile
Antrenor:  Juan Antonio Pizzi
| Nr. | Poz. | Jucător               | Data nașterii (vârsta)        | Selecții | Goluri | Club                 |
| --- | ---- | --------------------- | ----------------------------- | -------- | ------ | -------------------- |
| 1   | P    | Claudio Bravo (c)     | 13 aprilie 1983 (41 de ani)   | 112      | 0      | Manchester City      |
| 2   | F    | Eugenio Mena          | 18 iulie 1988 (36 de ani)     | 50       | 3      | Sport Recife         |
| 3   | F    | Enzo Roco             | 16 august 1992 (32 de ani)    | 16       | 1      | Cruz Azul            |
| 4   | F    | Mauricio Isla         | 12 iunie 1988 (36 de ani)     | 88       | 3      | Cagliari             |
| 5   | M    | Francisco Silva       | 11 februarie 1986 (39 de ani) | 31       | 0      | Cruz Azul            |
| 6   | M    | José Pedro Fuenzalida | 22 februarie 1985 (40 de ani) | 42       | 3      | Universidad Católica |
| 7   | A    | Alexis Sánchez        | 19 decembrie 1988 (36 de ani) | 108      | 37     | Arsenal              |
| 8   | M    | Arturo Vidal          | 22 mai 1987 (37 de ani)       | 88       | 22     | Bayern München       |
| 9   | A    | Ángelo Sagal          | 18 aprilie 1993 (31 de ani)   | 4        | 2      | Huachipato           |
| 10  | M    | Pablo Hernández       | 24 octombrie 1986 (38 de ani) | 13       | 3      | Celta Vigo           |
| 11  | A    | Eduardo Vargas        | 20 noiembrie 1989 (35 de ani) | 70       | 32     | UANL                 |
| 12  | P    | Cristopher Toselli    | 15 iunie 1988 (36 de ani)     | 9        | 0      | Universidad Católica |
| 13  | F    | Paulo Díaz            | 24 martie 1994 (31 de ani)    | 4        | 0      | San Lorenzo          |
| 14  | M    | Felipe Gutiérrez      | 8 octombrie 1990 (34 de ani)  | 32       | 4      | Internacional        |
| 15  | F    | Jean Beausejour       | 1 iunie 1984 (40 de ani)      | 90       | 6      | Universidad de Chile |
| 16  | A    | Martín Rodríguez      | 5 august 1994 (30 de ani)     | 2        | 0      | Cruz Azul            |
| 17  | F    | Gary Medel            | 3 august 1987 (37 de ani)     | 99       | 7      | Internazionale       |
| 18  | F    | Gonzalo Jara          | 29 august 1985 (39 de ani)    | 101      | 3      | Universidad de Chile |
| 19  | A    | Leonardo Valencia     | 25 aprilie 1991 (33 de ani)   | 5        | 0      | Palestino            |
| 20  | M    | Charles Aránguiz      | 17 aprilie 1989 (35 de ani)   | 56       | 7      | Bayer Leverkusen     |
| 21  | M    | Marcelo Díaz          | 30 decembrie 1986 (38 de ani) | 53       | 1      | Celta Vigo           |
| 22  | A    | Edson Puch            | 4 septembrie 1986 (38 de ani) | 16       | 2      | Pachuca              |
| 23  | P    | Johnny Herrera        | 9 mai 1981 (43 de ani)        | 17       | 0      | Universidad de Chile |

### Camerun
Antrenor:  Hugo Broos
| Nr. | Poz. | Jucător                    | Data nașterii (vârsta)         | Selecții | Goluri | Club                 |
| --- | ---- | -------------------------- | ------------------------------ | -------- | ------ | -------------------- |
| 1   | P    | Fabrice Ondoa              | 24 decembrie 1995 (29 de ani)  | 31       | 0      | Sevilla Atlético     |
| 2   | F    | Ernest Mabouka             | 16 iunie 1988 (36 de ani)      | 4        | 0      | Žilina               |
| 3   | M    | André-Frank Zambo Anguissa | 16 noiembrie 1995 (29 de ani)  | 2        | 0      | Marseille            |
| 4   | F    | Adolphe Teikeu             | 23 iunie 1990 (34 de ani)      | 13       | 0      | Sochaux              |
| 5   | F    | Michael Ngadeu-Ngadjui     | 23 noiembrie 1990 (34 de ani)  | 14       | 2      | Slavia Prague        |
| 6   | F    | Ambroise Oyongo            | 22 iunie 1991 (33 de ani)      | 29       | 2      | Montreal Impact      |
| 7   | A    | Moumi Ngamaleu             | 9 iulie 1994 (30 de ani)       | 2        | 0      | Rheindorf Altach     |
| 8   | A    | Benjamin Moukandjo (c)     | 12 noiembrie 1988 (36 de ani)  | 50       | 8      | Lorient              |
| 9   | A    | Jacques Zoua               | 6 septembrie 1991 (33 de ani)  | 23       | 0      | 1. FC Kaiserslautern |
| 10  | A    | Vincent Aboubakar          | 22 ianuarie 1992 (33 de ani)   | 56       | 16     | Beșiktaș             |
| 11  | M    | Olivier Boumal             | 17 septembrie 1989 (35 de ani) | 0        | 0      | Panathinaikos        |
| 12  | F    | Jérôme Guihoata            | 7 octombrie 1994 (30 de ani)   | 10       | 0      | Panionios            |
| 13  | M    | Christian Bassogog         | 18 octombrie 1995 (29 de ani)  | 11       | 2      | Henan Jianye         |
| 14  | M    | Georges Mandjeck           | 9 decembrie 1988 (36 de ani)   | 38       | 0      | Metz                 |
| 15  | M    | Sébastien Siani            | 21 decembrie 1986 (38 de ani)  | 18       | 2      | Oostende             |
| 16  | P    | André Onana                | 2 aprilie 1996 (28 de ani)     | 1        | 0      | Ajax                 |
| 17  | M    | Arnaud Djoum               | 2 mai 1989 (35 de ani)         | 10       | 0      | Heart of Midlothian  |
| 18  | A    | Robert Ndip Tambe          | 22 februarie 1994 (31 de ani)  | 9        | 0      | Spartak Trnava       |
| 19  | F    | Collins Fai                | 23 noiembrie 1992 (32 de ani)  | 11       | 0      | Standard Liège       |
| 20  | A    | Karl Toko Ekambi           | 14 septembrie 1992 (32 de ani) | 14       | 2      | Angers               |
| 21  | F    | Lucien Owona               | 9 august 1990 (34 de ani)      | 0        | 0      | Alcorcón             |
| 22  | F    | Jonathan Ngwem             | 20 iulie 1991 (33 de ani)      | 3        | 0      | Progresso            |
| 23  | P    | Georges Bokwé              | 14 iulie 1989 (35 de ani)      | 0        | 0      | Mjøndalen            |

### Germania
Antrenor:  Joachim Löw
Leroy Sané și Diego Demme s-au retras din echipă din cauza unui accident și nu au fost înlocuiți.
| Nr. | Poz. | Jucător               | Data nașterii (vârsta)         | Selecții | Goluri | Club                     |
| --- | ---- | --------------------- | ------------------------------ | -------- | ------ | ------------------------ |
| 1   | P    | Kevin Trapp           | 8 iulie 1990 (34 de ani)       | 1        | 0      | Paris Saint-Germain      |
| 2   | F    | Shkodran Mustafi      | 17 aprilie 1992 (32 de ani)    | 16       | 2      | Arsenal                  |
| 3   | F    | Jonas Hector          | 27 mai 1990 (34 de ani)        | 29       | 3      | 1. FC Köln               |
| 4   | F    | Matthias Ginter       | 19 ianuarie 1994 (31 de ani)   | 10       | 0      | Borussia Dortmund        |
| 5   | F    | Marvin Plattenhardt   | 26 ianuarie 1992 (33 de ani)   | 2        | 0      | Hertha BSC               |
| 6   | F    | Benjamin Henrichs     | 23 februarie 1997 (28 de ani)  | 1        | 0      | Bayer Leverkusen         |
| 7   | M    | Julian Draxler (c)    | 20 septembrie 1993 (31 de ani) | 30       | 4      | Paris Saint-Germain      |
| 8   | M    | Leon Goretzka         | 6 februarie 1995 (30 de ani)   | 5        | 0      | Schalke 04               |
| 9   | A    | Sandro Wagner         | 29 noiembrie 1987 (37 de ani)  | 2        | 3      | 1899 Hoffenheim          |
| 10  | M    | Kerem Demirbay        | 3 iulie 1993 (31 de ani)       | 1        | 0      | 1899 Hoffenheim          |
| 11  | A    | Timo Werner           | 6 martie 1996 (29 de ani)      | 3        | 0      | RB Leipzig               |
| 12  | P    | Bernd Leno            | 4 martie 1992 (33 de ani)      | 4        | 0      | Bayer Leverkusen         |
| 13  | M    | Lars Stindl           | 26 august 1988 (36 de ani)     | 2        | 0      | Borussia Mönchengladbach |
| 14  | M    | Emre Can              | 12 ianuarie 1994 (31 de ani)   | 10       | 0      | Liverpool                |
| 15  | M    | Amin Younes           | 6 august 1993 (31 de ani)      | 2        | 1      | Ajax                     |
| 16  | F    | Antonio Rüdiger       | 3 martie 1993 (32 de ani)      | 13       | 0      | Roma                     |
| 17  | F    | Niklas Süle           | 3 septembrie 1995 (29 de ani)  | 2        | 0      | 1899 Hoffenheim          |
| 18  | F    | Joshua Kimmich        | 8 februarie 1995 (30 de ani)   | 15       | 3      | Bayern München           |
| 20  | M    | Julian Brandt         | 2 mai 1996 (28 de ani)         | 6        | 1      | Bayer Leverkusen         |
| 21  | M    | Sebastian Rudy        | 28 februarie 1990 (35 de ani)  | 15       | 0      | 1899 Hoffenheim          |
| 22  | P    | Marc-André ter Stegen | 30 aprilie 1992 (32 de ani)    | 10       | 0      | Barcelona                |

### Australia
Antrenor:  Ange Postecoglou
Brad Smith și Mile Jedinak s-au retras din echipă din cauza unui accident și au fost înlocuiți cu Alex Gersbach și James Jeggo.
| Nr. | Poz. | Jucător           | Data nașterii (vârsta)         | Selecții | Goluri | Club                      |
| --- | ---- | ----------------- | ------------------------------ | -------- | ------ | ------------------------- |
| 1   | P    | Mathew Ryan       | 8 aprilie 1992 (32 de ani)     | 32       | 0      | Valencia                  |
| 2   | F    | Milos Degenek     | 28 aprilie 1994 (30 de ani)    | 8        | 0      | Yokohama F. Marinos       |
| 3   | F    | Alex Gersbach     | 8 mai 1997 (27 de ani)         | 2        | 0      | Rosenborg                 |
| 4   | A    | Tim Cahill        | 6 decembrie 1979 (45 de ani)   | 96       | 48     | Melbourne City            |
| 5   | M    | Mark Milligan     | 4 august 1985 (39 de ani)      | 55       | 5      | Baniyas                   |
| 6   | F    | Dylan McGowan     | 6 august 1991 (33 de ani)      | 0        | 0      | Paços de Ferreira         |
| 7   | A    | Mathew Leckie     | 4 februarie 1991 (34 de ani)   | 40       | 5      | Hertha BSC                |
| 8   | F    | Bailey Wright     | 28 iulie 1992 (32 de ani)      | 14       | 1      | Bristol City              |
| 9   | A    | Tomi Juric        | 22 iulie 1991 (33 de ani)      | 23       | 6      | Luzern                    |
| 10  | A    | Robbie Kruse      | 5 octombrie 1988 (36 de ani)   | 51       | 4      | Unattached                |
| 11  | A    | Jamie Maclaren    | 29 iulie 1993 (31 de ani)      | 2        | 0      | Darmstadt 98              |
| 12  | P    | Mitchell Langerak | 22 august 1988 (36 de ani)     | 7        | 0      | VfB Stuttgart             |
| 13  | M    | Aaron Mooy        | 15 septembrie 1990 (34 de ani) | 23       | 5      | Manchester City           |
| 14  | M    | James Troisi      | 3 iulie 1988 (36 de ani)       | 28       | 4      | Unattached                |
| 15  | M    | James Jeggo       | 12 februarie 1992 (33 de ani)  | 0        | 0      | Sturm Graz                |
| 16  | F    | Aziz Behich       | 16 decembrie 1990 (34 de ani)  | 12       | 2      | Bursaspor                 |
| 17  | M    | Ajdin Hrustic     | 5 iulie 1996 (28 de ani)       | 0        | 0      | Groningen                 |
| 18  | P    | Danny Vukovic     | 27 februarie 1985 (40 de ani)  | 0        | 0      | Sydney                    |
| 19  | F    | Ryan McGowan      | 15 august 1989 (35 de ani)     | 19       | 0      | Guizhou Hengfeng Zhicheng |
| 20  | F    | Trent Sainsbury   | 5 ianuarie 1992 (33 de ani)    | 23       | 3      | Jiangsu Suning            |
| 21  | M    | Massimo Luongo    | 25 septembrie 1992 (32 de ani) | 25       | 5      | Queens Park Rangers       |
| 22  | M    | Jackson Irvine    | 7 martie 1993 (32 de ani)      | 10       | 1      | Burton Albion             |
| 23  | M    | Tom Rogic         | 16 decembrie 1992 (32 de ani)  | 24       | 6      | Celtic                    |

## Reprezentarea jucătorului

### De club
| Players | Club                                                            |
| ------- | --------------------------------------------------------------- |
| 5       | Bayer Leverkusen, Wellington Phoenix, Sporting, Spartak Moscova |
| 4       | 1899 Hoffenheim, Benfica, Porto, Rostov                         |
| 3       | 7 cluburi                                                       |
| 2       | 20 cluburi                                                      |
| 1       | 88 cluburi                                                      |

### După naționalitatea clubului
| Players | Countries                                                                                   |
| ------- | ------------------------------------------------------------------------------------------- |
| 25      | Germania                                                                                    |
| 24      | Rusia                                                                                       |
| 16      | Anglia                                                                                      |
| 14      | Mexic, Portugalia, Spania                                                                   |
| 9       | Franța                                                                                      |
| 7       | Chile, Olanda                                                                               |
| 6       | Australia, Italia, Noua Zeelandă                                                            |
| 3       | China, Grecia, Scoția, Turcia                                                               |
| 2       | Austria, Belgia, Brazilia, Canada, Norvegia, Slovacia, Statele Unite ale Americii           |
| 1       | Angola, Argentina, Cehia, Indonezia, Japonia, Africa de Sud, Elveția, Emiratele Arabe Unite |

Națiunile în "italice" nu sunt reprezentate de echipele lor naționale în finală.

## Lincuri externe
- FIFA Confederations Cup Russia 2017 Arhivat în 6 ianuarie 2009, la Wayback Machine. at FIFA.com